# 霍伊辛頓 (堪薩斯州)
霍伊辛頓（英語：Hoisington）是一個位於美國堪薩斯州巴頓縣的城市。

## 地方資料
霍伊辛頓的面積為3.00平方千米，當中陸地面積為3.00平方千米，而水域面積為0.00平方千米。根據2020年美國人口普查的數據，當地共有人口2699人，而人口密度為每平方千米899.67人。